# Armin Wegner (Handballspieler)
Armin Wegner (* 1965 in Espelkamp) ist ein ehemaliger deutscher Handballspieler, der für den TSV GWD Minden in der Bundesliga spielte.

## Karriere
Wegner begann seine Karriere beim HV Espelkamp und wechselte in der A-Jugend zum TSV Grün-Weiß Dankersen. Sein erstes Jahr bei den Senioren spielte er in der Regionalliga für die zweite Mannschaft des Vereins. 1985 wechselte er für sechs Jahre zum Zweitligisten TuS Nettelstedt. Danach legte Wegner eine Pause ein, ehe er im Oktober 1991 zu seinem Heimatverein HV Espelkamp zurückkehrte, mit dem er am Saisonende in die Landesliga aufstieg. Dort wurde er nicht nur als Torhüter, sondern auch als Feldspieler eingesetzt. 1994 legte er erneut eine Pause ein und setzte seine Karriere im März 1995 beim Regionalligisten HC 93 Bad Salzuflen fort. Am Saisonende wurde der Aufstieg in die 2. Bundesliga in einer Aufstiegsrunde nur knapp verpasst. Es folgte ein erneuter Wechsel zum Bundesliga-Aufsteiger TSV GWD Minden. Da er allerdings hinter Chrischa Hannawald und Jens Buhrmester nominell nur als dritter Torhüter agierte, kam er nur sporadisch zum Einsatz und spielte erneut vornehmlich für die Reserve-Mannschaft. Zudem nahm der Verein im Dezember 1995 mit Vlado Šola einen weiteren Torhüter unter Vertrag. Nach nur einem Jahr schloss er sich zum zweiten Mal dem HC 93 Bad Salzuflen an, mit dem er erneut dreimal knapp den Zweitliga-Aufstieg verpasste. In der Saison 1999/2000 spielte er für den Oberligisten HCE Bad Oeynhausen. Später folgte noch ein Engagement beim TV 01 Bohmte, mit dem er aus der Oberliga abstieg.